# La Partie de football
La Partie de football est une chanson de Dalida sortie en 1964. La chanson s'est positionnée à la 15e position des ventes en 1964 en France.